# 카루셀 데 라스 아메리카스
《카루셀 데 라스 아메리카스》(스페인어: Carrusel de las Américas)은 1992년 방영된 멕시코의 텔레노벨라이다.